# Kid Chameleon
Kid Chameleon, conocido como Chameleon Kid ( カメレオン キッド Kamereon Kiddo?) en Japón, es un videojuego de plataformas publicado para Mega Drive. La premisa del videojuego es que el personaje principal, Casey, puede utilizar máscaras para transformarse en personajes diferentes con el fin de utilizar diferentes habilidades.

## Jugabilidad
El jugador, como Kid Chameleon, avanza a través de una serie de niveles que contienen una variedad de enemigos y obstáculos mortales.  La mayoría de los niveles contienen una bandera, que es el objetivo principal de cada nivel, desde el cual el jugador avanza al siguiente nivel.  Sin embargo, varios teletransportadores a lo largo del juego pueden transportar al jugador no solo a diferentes lugares en el mismo nivel, sino también a diferentes niveles y, a veces, a un camino completamente diferente a través del juego. Kid Chameleon contiene 103 niveles, de los cuales solo la mitad están en el "camino principal" (atravesando niveles solo por las banderas), y también cuenta con 32 niveles más pequeños sin nombre, llamados simplemente "otro lugar". A pesar de la considerable longitud del juego, no había otro método de guardar la partida (aunque reediciones en compilaciones y en Consolas Virtuales incluían sus propias funciones de Guardado). Hay varios Bonus Stages que se pueden obtener al final de ciertos niveles (en los que se toca la bandera), incluyendo golpear enemigos en un límite de tiempo, no ser golpeado y no cobrar ningún premio.
Como Kid Chameleon se mueve a través de los niveles del juego, gana acceso a las máscaras que lo transforman en diferentes personajes. Cada personaje tiene diferentes habilidades especiales y cantidades variables del punto de impacto. Tomar una misma máscara jugador ya está llevando, restaura su salud. La gran variedad en el juego se debe a los distintos personajes que son parte de lo que le dio a Kid Chameleon un estilo tan adictivo; pocos niveles repiten la misma estructura y por lo general tenían estrategias específicas y personajes diferentes.
Además de las habilidades ofensivas de cada forma, Kid también podía derrotar a los enemigos saltando sobre ellos, a pesar de que puede recibir daño de algunos enemigos al hacerlo. Cada máscara puede hacer uso de los poderes que requieren Diamante, que son recogidos en el juego para usar accediendo a un menú al pulsar A + Start. Los jugadores pierden una vida si Kid Chameleon pierde todos sus puntos de golpe en forma humana, se tritura, cae en un pozo sin fondo, entra en contacto con lava, toca la pared de taladro que aparece en ciertos niveles, o si el tiempo se agota.
Vidas extra y Continues se pueden encontrar en el juego, también pudiendo recibir vidas adicionales otorgadas por cada 50.000 puntos.

## Recepción
La revista Mega situó el videojuego en el puesto #35 del Top de videojuegos de Mega Drive. La revista MegaTech  dijo que estaba decepcionado por la falta de desafío.